# 財經事務科
財經事務科（英語：Financial Services Branch），是香港特別行政區政府財經事務及庫務局轄下的決策科，主要負責處理有關香港金融及保險事務的事宜。部門首長為財經事務及庫務局常任秘書長（財經事務），現時由甄美薇擔任。

## 宗旨
- 維持並提高香港作為主要國際金融中心的地位；
- 維持香港金融體系的健全及穩定；
- 確保金融市場有效和有秩序地運作，並受到審慎而適當的監管；以及
- 營造公開、公平及有利金融市場發展的營商環境。[1]

## 政策大綱
- 就銀行制度、證券及期貨市場、資產財富管理業、保險業、強制性公積金計劃及職業退休計劃、公司法、信託法、放債、公司清盤、個人破產、會計事宜，以及與中國大陸的金融合作事宜，制定政策及提交立法建議；
- 協助財政司司長監督有關規管機構，包括證券及期貨事務監察委員會、保險業監管局、強制性公積金計劃管理局及財務匯報局；
- 統籌及促進推行有關金融基礎設施的新措施，以加強香港的競爭力；
- 促進市場創新，以增加市場的深度和廣度；以及
- 監督政府統計處、公司註冊處及破產管理署的運作。[1]

## 相關部門
- 內幕交易審裁處
- 證券及期貨事務上訴審裁處

## 外部連結
- 財經事務及庫務局財經事務科（页面存档备份，存于）

1. 1 2  . www.fstb.gov.hk.   [2022-06-24]. （原始内容存档于2022-06-24） （中文（香港））.